# Dark Matters
 (octobre 2021).
Si vous disposez d'ouvrages ou d'articles de référence ou si vous connaissez des sites web de qualité traitant du thème abordé ici, merci de compléter l'article en donnant les références utiles à sa vérifiabilité et en les liant à la section « Notes et références ».
Pour les articles homonymes, voir Dark matter.
Albums de The Stranglers
Giants
(2012)
Dark Matters est le dix-huitième album studio du groupe The Stranglers sorti le 10 septembre 2021.

## Titres
1. Water
2. This Song
3. And If You Should See Dave...
4. If Something's Gonna Kill Me (It Might As Well Be Love)
5. No Mans Land
6. The Lines
7. Payday
8. Down
9. The Last Men on the Moon
10. White Stallion
11. Breathe

La version française comprend un titre bonus : la version chantée en français de Down.